# Землі Богемської Корони
Землі Богемської Корони або Землі Чеської Корони (чеськ. Země Koruny České, нім. Länder der Böhmischen Krone; лат. Corona regni Bohemiae) — історично-територіальне утворення, що об'єднувало терени декількох середньовічних держав в Центральній Європі, пов'язаних феодальними відносинами під спільним керуванням королів Богемії. Землі Чеської Корони складалася з Богемського королівства, Богемських, Сілезьких, Моравських князівств, Браніборського князівства, земель Верхньої і Нижньої Лужиці, Егерланду та Верхнього Пфальца.
Правило єдності Земель Богемської Корони було юридично закріплено указом від 7 квітня 1348 року, короля й імператора Карла IV з династії Люксембург, який був також онуком короля Вацлава ІІ з династії Пржемисловичі.
Чеські князі й королі Пржемисловичи правили цими землями з IX ст. до 1306 року. Відповідно до імператорського указу, в майбутньому Землі Богемської Корони мали залишатися єдиним цілим й не ділитись на удільні землі, навіть якщо династія Люксембург згасне. Таким чином, ці території пов'язувались в об'єднані коронні землі, не залежно від короля або династії, яка зараз правила. Символом цієї єдності земель стала Корона Святого Вацлава, якою коронували всіх чеських королів.
1356 року імператором Священної Римської імперії була видана Золота булла, яка унормувала взаємовідносини між князями, закріпила неподільність королівських територій та визначила правила вибору короля і імператора. Ця булла діяла до 1806 року.
1526 року імператор Фердинанд I зробив Землі Богемської Корони складовою частиною Габсбурзької монархії. Пізніше вони перейшли до Австрійської імперії та Цислейтанської частини Австро-Угорської імперії.
1742 року імператриця Марія-Терезія, за підсумками Першої сілезькій війни була змушена передати Сілезію Пруссії.
Після проголошення Чехословаччини 1918 року, більшість цих земель стали частиною Першою Чехословацької Республіки. Проте, під час розвалу Австро-Угорщини, Польща забрала собі Тешинську область.

## Назва
Землі Богемської Корони (латинська назва) або Землі Чеської Корони (чеська назва) є ідентичні назви, які використовувались в історичних документах паралельно.
Також зустрічається скорочена назва, яка застосовувалась до цих теренів Богемська Корона або Чеська Корона, також Чеські землі, Богемські землі, Богемські королівські землі. Існує назва Землі Корони Святого Вацлава.

## Історія

### Пржемисловичі
У Х-ХІ століттях Чеське князівство, разом з Моравією та Клодзькою землею земля були об'єднані під правлячою династією Пржемисловичів.
Князь Богемський Оттокар I отримав спадковий королівський титул 1198 року, від німецького короля Філіпа І, за його підтримку. Разом з титулом, Філіп також підняв князівство Богемії до королівського рангу. Королівські привілеї Оттокара І та їх спадковий характер пізніше підтвердив імператор Священної Римської імперії Фрідріх II в Золотій Сицилійській буллі 1212 року.
Король Богемії Оттокар II значно розширив свої володіння, ставши 1251 року герцогом Австрії, 1261 року герцогом Штирії, 1266 — Егерленду, 1269 — Каринтійське і Крайнське герцогства та Словенську марку, а 1272 — Фріульське маркграфство. Його плани перетворити Чехію в одну провідних Європейських держав були зірвані Габсбурґами. Король Німеччини Рудольф I Габсбург, після тривалої боротьби переміг Чеського короля 1278 року в битві під Сухими Крутами.

### Люксембурги
1306 року, після занепаду династії Пржемисловичів, королями Богемії стають представники династії Люксембург. Вони знову значно розширили чеські землі, в тому числі, коли король Ян І відвойовує у польських П'ястів князівства Сілезії. Його сюзеренітет на Сілезією був визнаний польським королем Казимиром III 1335 року. Ян І також досяг згоди на володіння Верхньолужицькими князівствами Будишин (1319) та Горлиц (1329) від імператора Людовіка IV.
Старший син короля Яна Карл IV 1346 року став наступником свого батька як король Богемії. Саме Карл IV був творцем Богемської Корони, 1348 року з'єднавши всі провінції разом. За нього династія Люксембург досягла своєї найвищої точки, коли Карл був коронований імператором Священної Римської імперії 1355 року. Своїм імператорським указом він оголосив, що об'єднані чеські землі повинні були неподільними незалежно від того, яка династія буде ними правити.
1367 року він придбав Нижню Лужицю, а 1373 року Маркграфство Бранденбург у свого пасинка маркграфа Отто V. Крім своєї вотчини графства Люксембург, на правах імперських ленів Карл правив землями Нижніх країнах, герцогствами Брабант і Лімбург. Наступником Карла на імперському троні 1376 року став його син Вацлав IV.
З королем Вацлавом почалось падіння династії Люксембургк. 1400 року він був зміщений з імперського престолу, втратив герцогство Брабант і Лімбург в 1406 році. І навіть сам Люксембург, 1411 року, було передано бургунській гілці династії Валуа, а Маркграфство Бранденбурга (в 1415) перейшло до династії Гогенцоллернів.
Останнім з династії Люксембургів королем Богемії та імператором Священної Римської імперії був Сигізмунд I, який помер 1437 року.

### Ягеллони
Після Гуситських воєн та занепаду династії Люксембург розпочався етап боротьби сусідніх правителів за спадщину Чеської корони. 1422 року Великий князь Литовський, Руський та Жемантійський Вітовт послав до Чехії 5-тисячне військо, й призначив королівським намісником  Богемії українського князя Сигізмунда Корибутовича. Після декількох десятиліть міжусобиць та угорської навали короля Матвія Корвіна, який також претендував на Богемський трон, владу в королівстві виборов Їржі з Подєбрад.
1471 року Владислав II Ягеллончик, син польського короля  Казимира IV, був обраний на чеський трон, проте боротьба між поляками, австрійцями та угорцями за Богемію продовжувалась. 1479 року була підписана мирна угода в Оломоуці, відповідно до якої Богемські землі повинні бути залишатись неподільними. 1490 року, після смерті короля Матвія, Владислав ІІ стає королем Угорщини. Проте боротьба між Ягеллонами та Габсбурґами за панування в Центральній Європі тривала.

### Габсбурґи
Коли єдиний син Владислава ІІ Людовик II загинув 1526 року в битві при Могачі закінчилось й панування династії Ягелонів в Чехії. Ерцгерцог Австрії Фердинанд I стає королем Богемії, Угорщини, Хорватії та інших земель з чого починається зростання Габсбурзької монархії, яка в наступних століттях перетворилась на найбільшу європейську державу.
Спроби чеської шляхти вибороти свої незалежність від Габсбурґів закінчились поразкою в битві при Білій Горі 1620 року, після чого почалось централізоване управління адміністрації з Відня. Крім того, за правління Габсбурґів було втрачено Лужицю, яка була захоплена Саксонією 1635 року, а також частину Сілезії та Клодську землю, яка відійшла Пруссії за короля Фрідріха II, відповідно до Бреславської мирної угоди.
Коронні землі Богемії, Моравії та Чеської Сілезії стали складовими частинами австрійської імперії 1804 року, а пізніше Австро-Угорської імперії з 1867 року.
Після Першої світової війни і розпаду Австро-Угорської монархії, більшість цих земель увійшла до Чехословацької республіки, за винятком Тешинської області, яка відійшла Польщі в 1920 році.

## Чеські землі
Землі Чеської Корони складалися з таких країв:
| Землі Корони            | Тип          | Мапа | Столиця          | Опис |
| ----------------------- | ------------ | ---- | ---------------- | --- |
| Богемія                 | Королівство  |      | Прага            | Королівство виникло 1085 року, коли князь Вратислав ІІ отримав королівську гідність. Підтверджено Золотою Булою Імператора 1356 року. 1742 року Кладське князівство було завойовано Пруським королем Фрідріхом. |
| Моравія                 | Маркграфство |      | Оломоуць, Брно   | Складалось з князівств Оломоуца, Брно, Зноймо, Градішти Їглави, Пршерова. З 10 ст. цими князівствами правили представники династій Пржемисловичів та Славників. 955 року увійшло до складу Богемського князівства. 999 року було захоплено польськими П'ястами. 1035 року повернуто чеським князем Бржетіславом I. Перетворено на маркграфство 1182 року. Стало леном Богемського королівства 1197 року.                                     |
| Сілезія                 | Князівство   |      | Вроцлав          | 1335 року більшість удільних Сілезьких князівств, відповідно до Тренчинської угоди між королями Яном І та Казимиром III, увійшло до володінь Чеського короля. Австрійська імператриця Марія Терезія втратила Сілезію, яка 1742 року була захоплена Прусією, за винятком невеликих територій Австрійської Сілезії (пізніше Чеської Сілезії), яка залишилась за Австрією.                                                                      |
| Верхня Лужиця           | Маркграфство |      | Будишин, Горлиць | Колишні землі слов'янських племен мільчан, венедів, укрів та інших, що були відділені від Майсену та остаточно приєднані королем Яном І в 1319 р. (Будишин) та 1329 р. (Горлиць). Частково входило до складу Лужицької марки. 1635 року імператор Фердинанд II втратив Лужицю відповідно до Празької мирної угоди, яка відійшла до Саксонії. Формально частина Богемської Корони до 1815 року. Сьогодні розділена між Німеччиною і Польщею.  |
| Нижня Лужиця            | Маркграфство |      | Люббен           | Колишня Лужицька марка, перейшла імператору Карлу IV від князя Баварії та Бранденбурга Отто V у 1367 році. Імператор Фердинанд ІІ Габсбурґ втратив Лужицю, яка перейшла 1635 року до Саксонії. Формально частина Богемської Корони до 1815 року. |
| Браніборське князівство | Князівство   |      | Бранденбург      | Бранібор було давньою столицею Браніборського князівства полабських слов'ян гаволян. Після Вендського хрестового походу 1147 року втратило незалежність та опинилось під владою саксонців. 1157 р. Бранібор було перетворено на Бранденбурзьке маркграфство, почалось онімечення слов'ян. Маркграфство Бранденбург увійшло до Чеської Корони 1373 року за Карла IV. Король Сигізмунд I 1415 року передав Брандебург в управління Фридриху I. |
| Горішній Фальк          | Маркграфство |      | Зульцбах         | Територія давнього розселення західних слов'ян. Горішній Фальк («Bohemian Palatinate»), разом з Зальцбахом, увійшов до Чеської Корони 1355 року. Перейшло у володіння Курпфальца 1401 року за короля Німеччини Рупрехта. |